# Garjainia
La garjainia (gen. Garjainia  Ochev, 1958) è un rettile estinto, appartenente agli arcosauriformi. Visse nel Triassico inferiore (Olenekiano, circa 248 - 246 milioni di anni fa) e i suoi resti fossili sono stati ritrovati in Russia e in Sudafrica.

## Descrizione
Questo animale era lungo circa 2 - 2,5 metri e, a parte le dimensioni molto minori, era piuttosto simile al suo stretto parente Erythrosuchus. Il cranio era molto grande ed estremamente robusto; la forte mascella era armata con lunghi denti ricurvi e il muso era alto e stretto. Le zampe erano corte ma robuste, mentre la coda era più corta rispetto a quella di altri arcosauriformi primitivi come Proterosuchus. L'omero era estremamente massiccio, mentre la scapola era a forma di clessidra e le costole dorsali erano molto allungate, conferendo all'animale un profilo alto. Si conoscono due specie appartenenti a questo genere: Garjainia prima della Russia e G. madiba del Sudafrica. La specie africana differisce da quella russa per la presenza di grandi protuberanze ossee sulle superfici laterali delle ossa jugali e postorbitali. G. madiba ha inoltre più denti e un processo postacetabulare dell'ileo più allungato (Gower et al., 2014). 

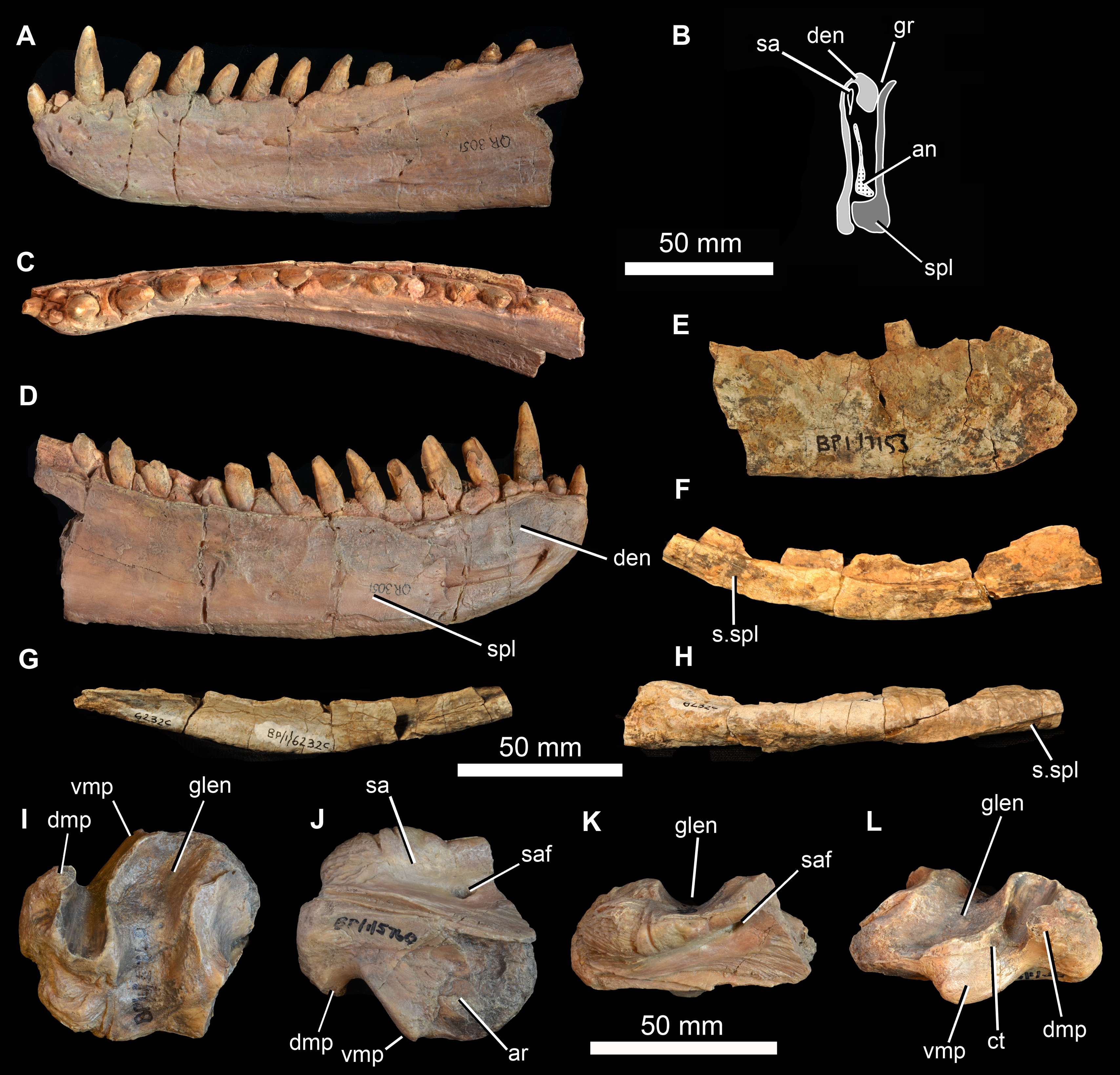
Mandibola di Garjainia madiba

## Classificazione
I fossili di questo animale vennero descritti per la prima volta da Otschev nel 1958 e provenivano dalla formazione Petropavlovka nella regione di Orenburg (Russia); lo studioso li descrisse come Garjainia prima. Altri fossili appartenenti allo stesso genere, descritti come Garjainia madiba (in onore di Nelson Mandela, detto "Madiba"), provengono dal Sudafrica, dalla formazione Burgersdorp nel bacino del Karoo (Gower et al., 2014). Entrambe le specie risalgono al tardo Olenekiano. 
Garjainia è considerato il membro più antico (e uno dei più basali) della famiglia degli eritrosuchidi, un gruppo di arcosauriformi di grandi dimensioni e compiutamente terrestri, tipici del Triassico inferiore e medio. Altri fossili inizialmente attribuiti a una nuova specie di Garjainia (G. triplicostata) sono stati in seguito a un nuovo genere più specializzato (Vjushkovia).

## Paleobiologia

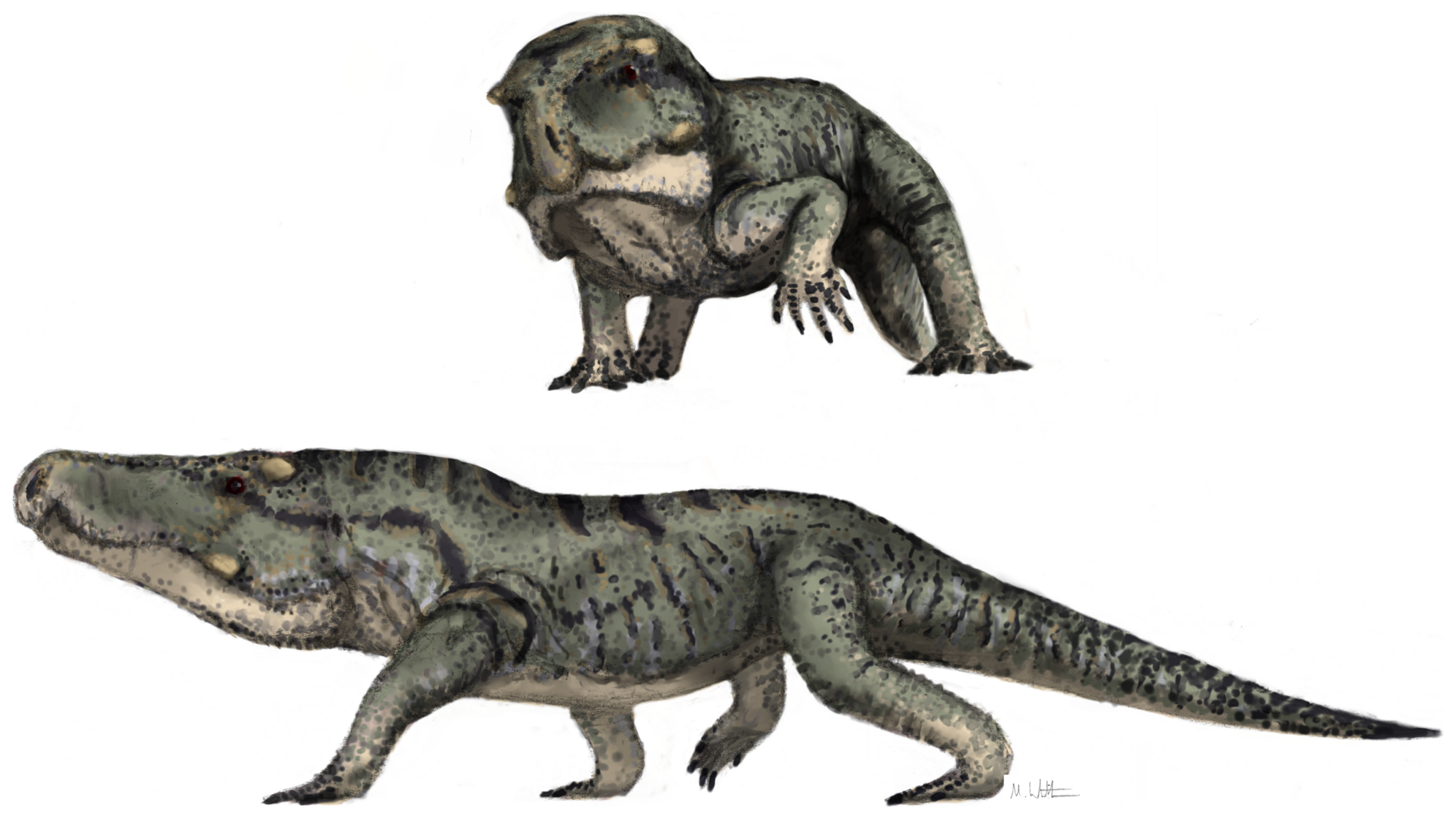
Ricostruzione di Garjainia madiba

L'analisi istologica delle ossa di G. madiba rivela la presenza di corteccia compatta di tessuto altamente vascolarizzato, che andava a formare rapidamente tessuto osseo fibro-lamellare, similmente al di poco successivo Erythrosuchus africanus. Le differenze più notevoli tra i due taxa sono la predominanza di una rete vascolare radiale e la presenza di annuli nelle ossa degli arti di G. madiba. Queste caratteristiche indicano rapidi tassi di crescita, in linea con i dati per molti altri arcosauriformi del Triassico, ma anche un elevato grado di plasticità dello sviluppo dal momento che la crescita rimaneva flessibile.  
Non è chiara la funzione delle protuberanze cefaliche di G. madiba. La posizione di queste strutture sopra e sotto l'orbita indica che le protuberanze avrebbero potuto offrire una certa protezione per gli occhi (Gower et al., 2014).
Garjainia madiba è l'eritrosuchide più antico conosciuto nell'emisfero meridionale, e dimostra che gli eritrosuchidi avevano già raggiunto una distribuzione biogeografica cosmopolita entro la fine del Triassico inferiore, appena cinque milioni di anni dopo l'evento di estinzione di massa di fine Permiano (Gower et al., 2014).